# Hreakove, Ciutove
Hreakove (în ucraineană Грякове) este localitatea de reședință a comunei Hreakove din raionul Ciutove, regiunea Poltava, Ucraina.

## Demografie
Componența lingvistică a localității Hreakove
     Ucraineană (94,79%)
     Rusă (3,42%)
     Română (1,49%)
     Alte limbi (0,3%)
Conform recensământului din 2001, majoritatea populației localității Hreakove era vorbitoare de ucraineană (94,79%), existând în minoritate și vorbitori de rusă (3,42%) și română (1,49%).